# الكتابة العلمية

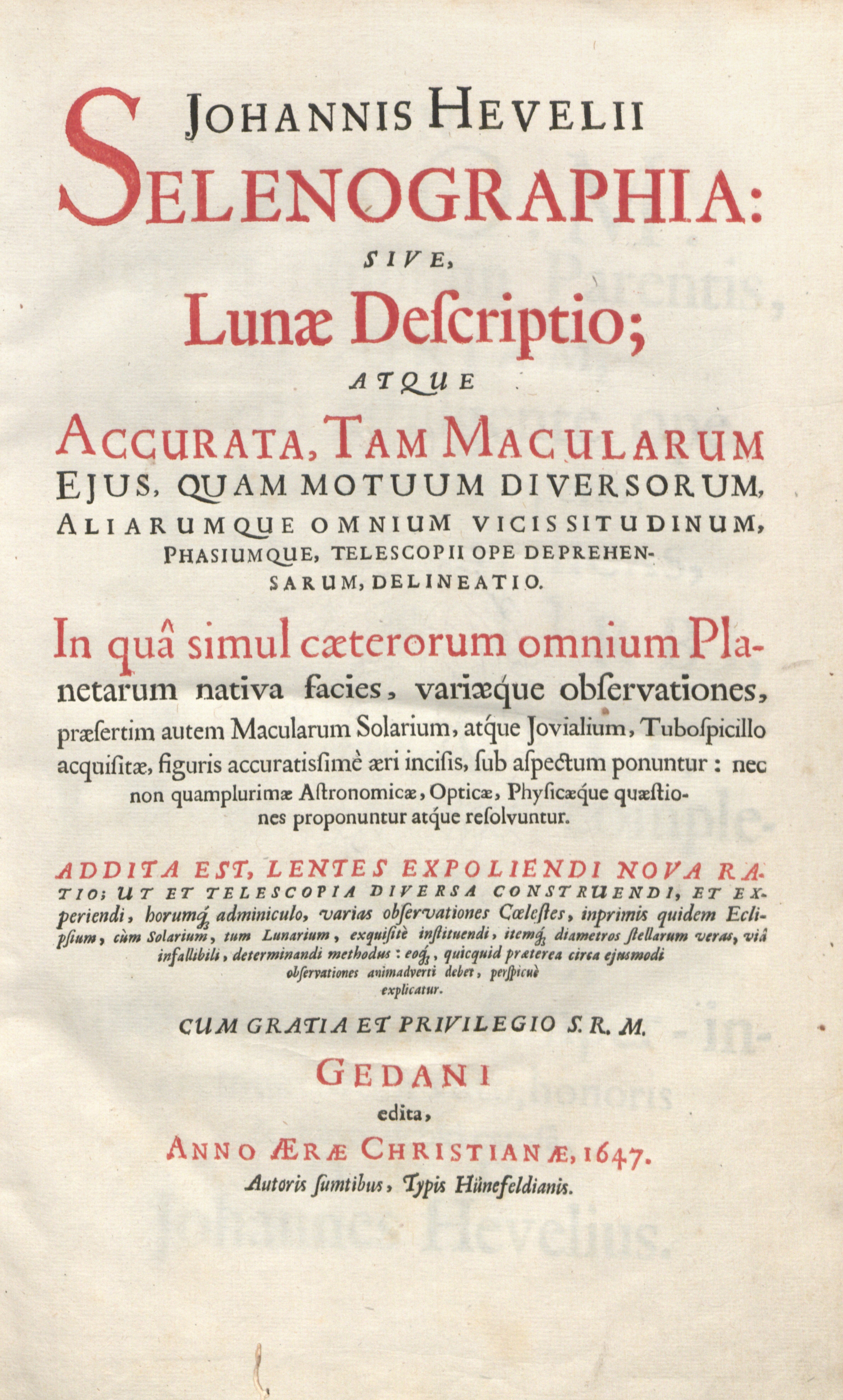
أطروحة قديمة عن سيلينوغرافيا. يعود الخطاب العلمي إلى قرون عديدة.

الكتابة العلمية (بالإنجليزية: Scientific writing)‏ هي الكتابة من أجل العلم.

## التاريخ
بدأت الكتابة العلمية بالأنجليزية في القرن الرابع عشر.
أسست الجمعية الملكية ممارسات جيدة للكتابة العلمية. وكتب العضو المؤسس توماس سبرات عن أهمية الوصف البسيط والدقيق بدلاً من الخطاب الذي يزدهر بتاريخ الجمعية الملكية في لندن. وأكد روبرت بويل على أهمية عدم ملل القارئ بأسلوب ممل.
بالنسبة إلى معظم المجلات العلمية تقبل المخطوطات باللغة الإنجليزية فقط، صناعة كامله تطورت لمساعدة المؤلفين الغير ناطقين باللغة الإنجليزية على تحسين نصوصهم قبل التقديم. وأصبحت الآن مجرد ممارسة مقبولة للاستفادة من فوائد هذه الخدمات. فهذا يسهل على العلماء التركيز على أبحاثهم ولا يزالو يُنشرون في المجلات العليا.
بجانب مقروئية الإختبارات القابلة للقراءة الإعتيادية، فإن الأدوات البرمجية التي تعتمد على معالجة اللغة الطبيعية لتحليل النص من الممكن أن تساعد العلماء المؤلفين على تقييم جودة المخطوطات الخاصة بهم قبل إرسالها إلى المجلة. يعد تطبيق سوان، وهو تطبيق جافا كتبه باحثون من جامعة شرق فنلندا، هي هذه الاداة.

## دليل أسلوب الكتابة
نشر نتائج البحث وهو المقياس العلمي الذي يتم استخدامه في جميع التخصصات لقياس مستوى نجاح العالم.
تحتوي الحقول المختلفه على مصطلحات مختلفه لأسلوب الكتابة، وغالبا يكون في المجالات الفردية بداخل دليل أسلوب الحقل الخاص بها. تتضمن بعص قضايا الأسلوب الكتابة العلمية مايلي:
- تنصح بعض أدلة أسلوب الكتابة العلمية بعدم استخدام صيغة المبني للمجهول، بينما يشجعها البعض.[5][6] في العلوم الرياضية، من المعتاد الإبلاغ في الزمن الحاضر.[7]
- تميز بعض المجلات استخدام «نحن» بدلاً من «أنا» كضمير شخصي أو ضمير الشخص الأول. يمكن أن تشمل كلمة «نحن» القارئ في بعض الأحيان، على سبيل المثال في الإستنتاج الرياضي. قبول المبني للمجهول في الكتابة العلمية غير متسقة. [يحتاج الى مصدر] إنه ليس مطلوبًا دائمًا، ولكن يتم قبوله في بعض الأحيان. واحد من أسباب استخدام صوت المبني للمجهول في الكتابة العلمية هو أنه مفيد في تجنب ضمائر الشخص الأول، والتي لا يتم قبولها رسميًا في العلم.[8] من الصعب تقديم ادعاءات بصوت نشط، أي بدون الكلمات «أنا» و «نحن». السبب في عدم تشجيع صوت المبني للمجهول في بعض الأحيان هو أنه يمكن أن يكون مربكًا، ما لم يتم استخدامه بعناية.[9]

«القاعدتان» المبسطتان هذه لا تكفي للكتابة العلمية الفعالة. من الناحية العملية، قد تكون الكتابة العلمية معقدة جدا، وقد تنعكس هذه التحولات في التوتر والأشخاص تغييرات بسيطة في قسم مقالة المجلات العلمية. إضافةً على ذلك، يسمح استخدام صوت المبني للمجهول للكاتب بالتركيز على موضوع تحت الدراسة (محور الاتصال في العلوم) بدلاً من المؤلف. وبالمثل، يُسمح باستخدام ضمائر المتكلم (مثل «نحن» أو «أنا»، والتي تعتمد على عدد المؤلفين). أفضل ما يمكن فعله هو إلقاء نظرة على الأمثلة الجديده للمقالات المنشورة في هذا المجال.[بحاجة لمصدر]
في العلوم الكيميائية، يعتبر رسم الكيمياء أمراً مهما مثل كتابة الكيمياء. وأوضح الكيميائي رولد هوفمان الحائز على جائزة نوبل سنة 1981 هذه النقطة.

## التقارير العلمية
عادةً ما يتم دمج مراحل المنهج العلمي في أقسام التقارير العلمية. وغالباً ما يكون في القسم الأول هو الملخص ، ثم المقدمة ، والطُرق، والنتائج ، والاستنتاجات ، ثم الشكر والتقدير. مقدمة القضايا المدروسة تناقش وتكشف الفرضية التي تم اختبارها في التجربة. ثم يتم تضمين هذه الإجراءات خطوة بخطوة ويتم تضمين الملاحظات الواضحة ايضاً والبيانات ذات الصلة التي تم جمعها في الأساليب والنتائج. يتكون قسم المناقشة من تحليل المؤلف وتفسيره للبيانات. إضافةً إلى ذلك، قد يختار المؤلف مناقشة أي تناقض مع التجربة التي ممكن أن تغير النتائج. وتلخص الخاتمة التجربة تقجم استنتاجات حول النتائج. تنتهي الورقة عادةً بقسم الشكر والتقدير، وإعطاء الإسناد المناسب إلى أي مساهمين آخرين بجانب المؤلف (المؤلفين) الرئيسيين. لكي يتم نشرها، يجب أن تمر الأوراق لمراجعة الأقران من قبل خبراء لديهم معرفة كبيرة في هذا المجال. خلال هذه العملية، من الممكن ان يتم رفض الأوراق أو تحريرها مع التبرير الكافي.